# Wilhelm Rex
Wilhelm Rex (ur. 10 lipca 1870 w Braniewie, zm. 21 lipca 1944 w Pasawie) – niemiecki rzeźbiarz.

## Życiorys
Wilhelm Rex, ochrzczony jako Friedrich Wilhelm Rex, pochodził z pruskiej rodziny nauczycieli, organistów i malarzy. Wilhelm Rex uczył się przez cztery lata w Berlinie rzeźby w drewnie. Uczęszczał do szkoły Muzeum Sztuki Użytkowej w Berlinie, sześć semestrów studiował anatomię pod kierunkiem Maximiliana Schäfera oraz architekturę i sztukę pod kierunkiem Albina Müllera z grupy artystycznej Darmstädter Künstlerkolonie. Pracował również w warsztacie Otto Lesinga, Franza Metzera i Gottholda Riegelmanna – u ostatniego jako szef warsztatu. Pracował w różnych miejscach w Niemczech jako modelarz i rzeźbiarz w kamieniu: w Dreźnie, Kolonii, Akwizgranie, Düsseldorfie, Magdeburgu, Wittenberdze i przez dłuższy okres życia w Berlinie i Hamburgu. Otrzymywał wiele zamówień od instytucji publicznych, jak również wiele nagród za swoje prace. Sławę zdobył zwłaszcza za wykonane popiersia w kamieniu i brązie oraz tablice i medale. Jego pracownie w Berlinie i Hamburgu zostały zniszczone w czasie wojny, podobnie jak wiele jego dzieł zostało zniszczonych lub utraconych. Rex był członkiem grupy artystycznej Hamburgische Künstlerschaft.
Jego syn z drugiego małżeństwa, Hartlib Rex, został malarzem i pisarzem. 

## Dzieła

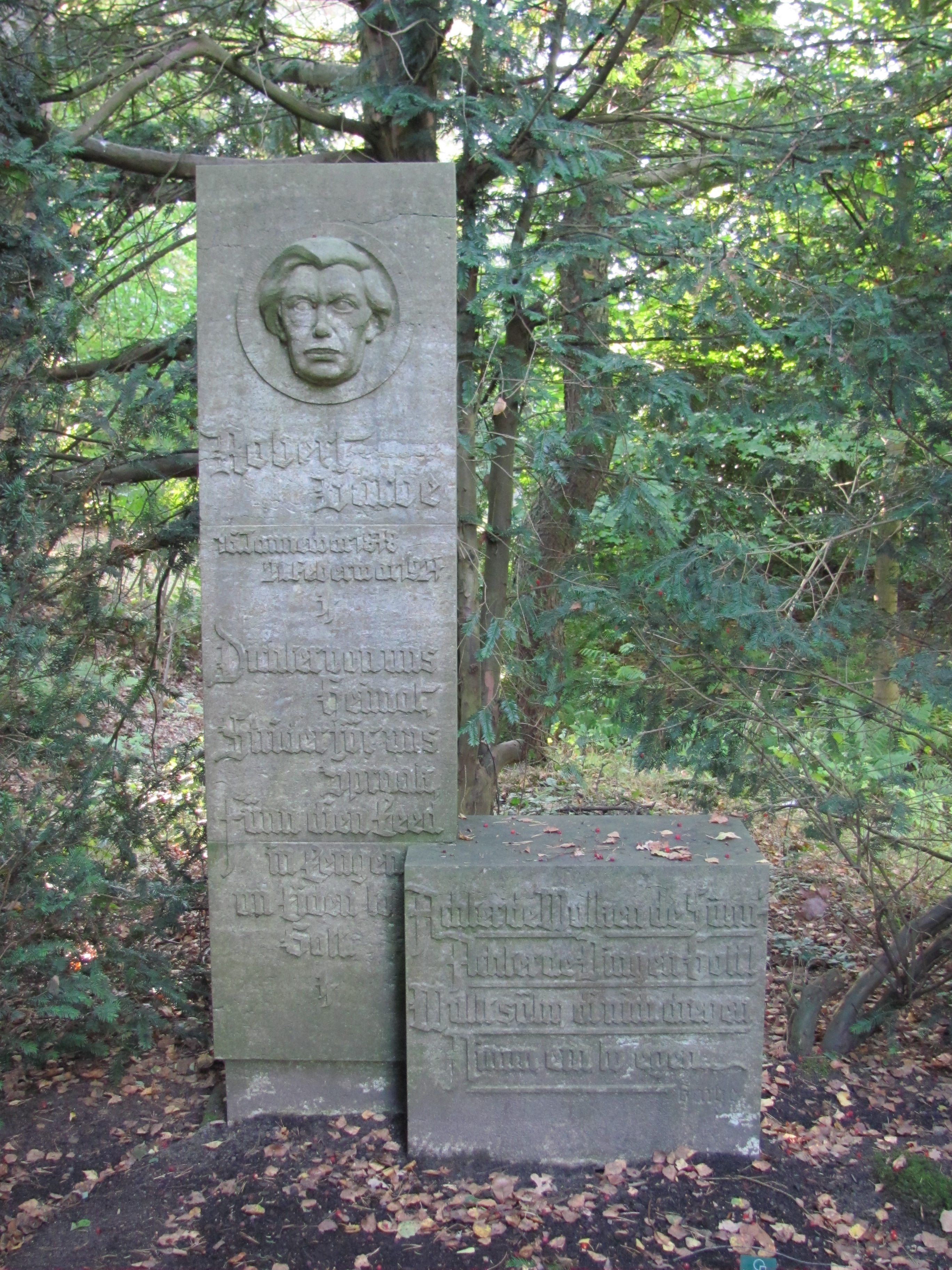
Nagrobek Roberta Garbe (1927), cmentarz Ohlsdorf

- Zachowały się liczne nagrobki na cmentarzu Ohlsdorf w Hamburgu
- pomnik[1] upamiętniający Roberta Garbe na cmentarzu honorowym poetów i pisarzy tworzących w języku dolnoniemieckim (niederdeutsch) (1936), cmentarz w Ohlsdorf[2]
- Figury filarowe (przedstawiające dzieci) na stacji metra Rödingsmarkt w Hamburgu (1911)
- Dekoracje rzeźbiarskie w Kościele Pojednania (Versöhnungskirche) w Hamburgu-Eilbek
- Pomnik na cmentarzu Ehrenfriedhof w Elberfeld (1926)
- fontanna w Luthereiche w Wittenberdze
- i wiele popiersi, m.in.: Käthe Kollwitz, Wilhelm Raabe (1942), Franz Liszt (Musikhalle Hamburg 1937) i inne dzieła znajdujące się w prywatnych zbiorach.

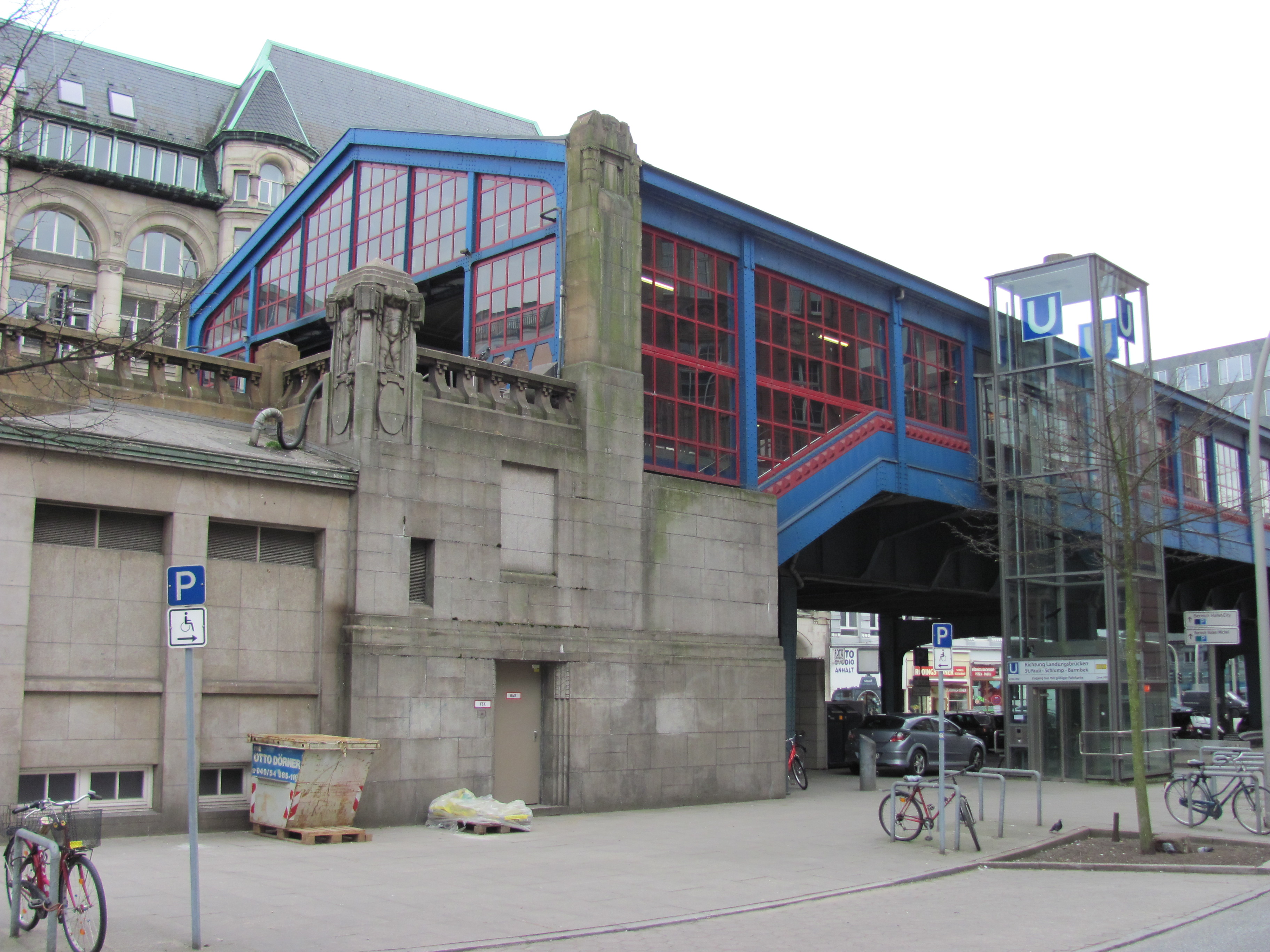
Pillastry na budynku stacji metra Rödingsmarkt, Hamburg (1911 rok)
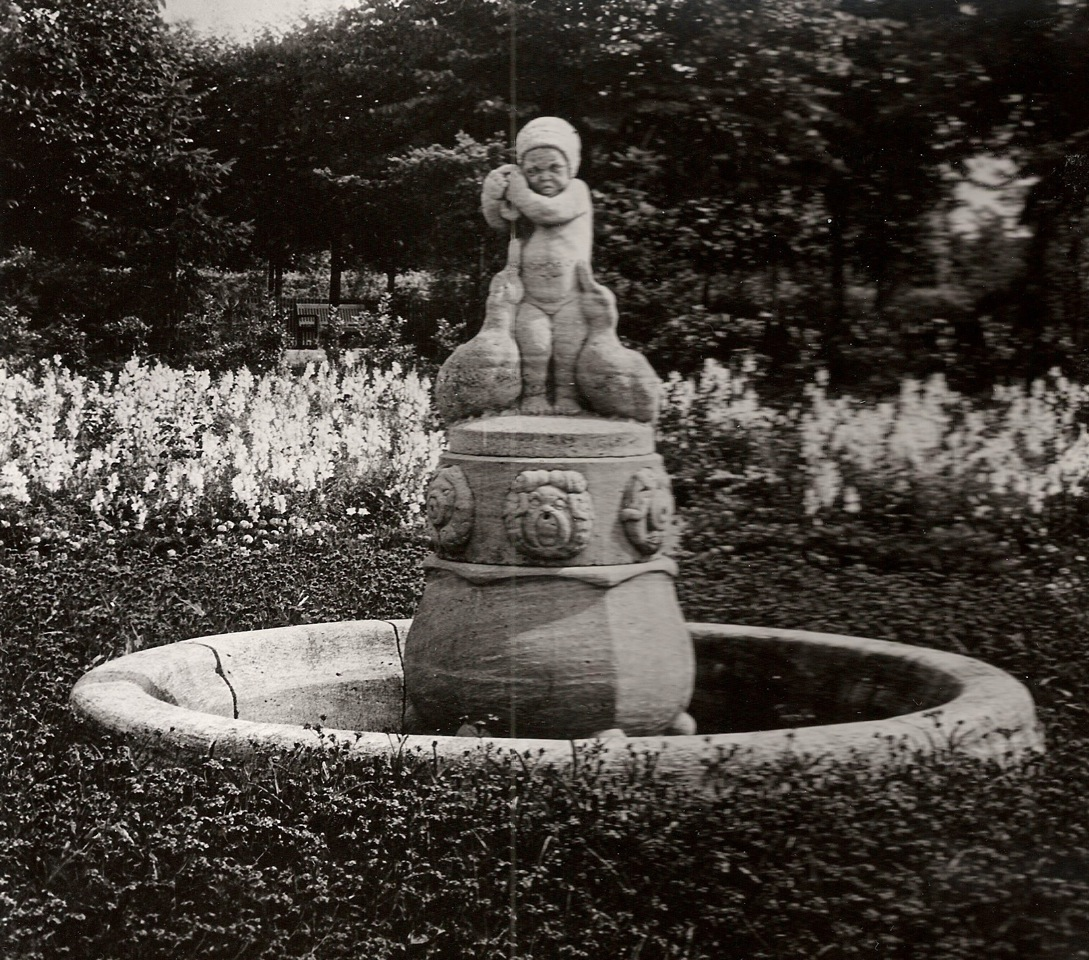
Źródełko z gęsiarką (Gänsemädelbrunnen), Hamburg (1912)
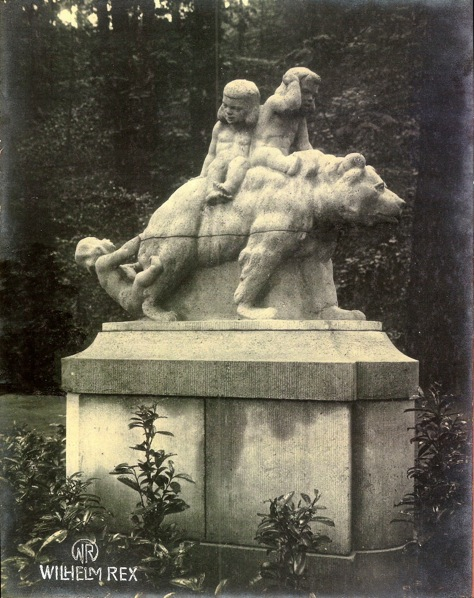
Rzeźba w Donners Park, Hamburg-Ottensen (Altona)
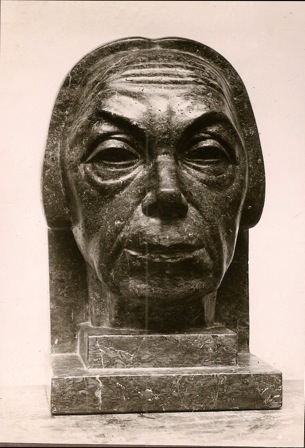
Käthe Kollwitz, popiersie
Alfred Wegener, popiersie
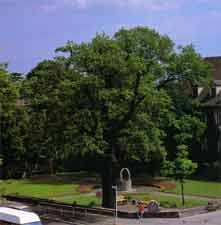
Studnia w Luthereiche Wittenberg, 1924
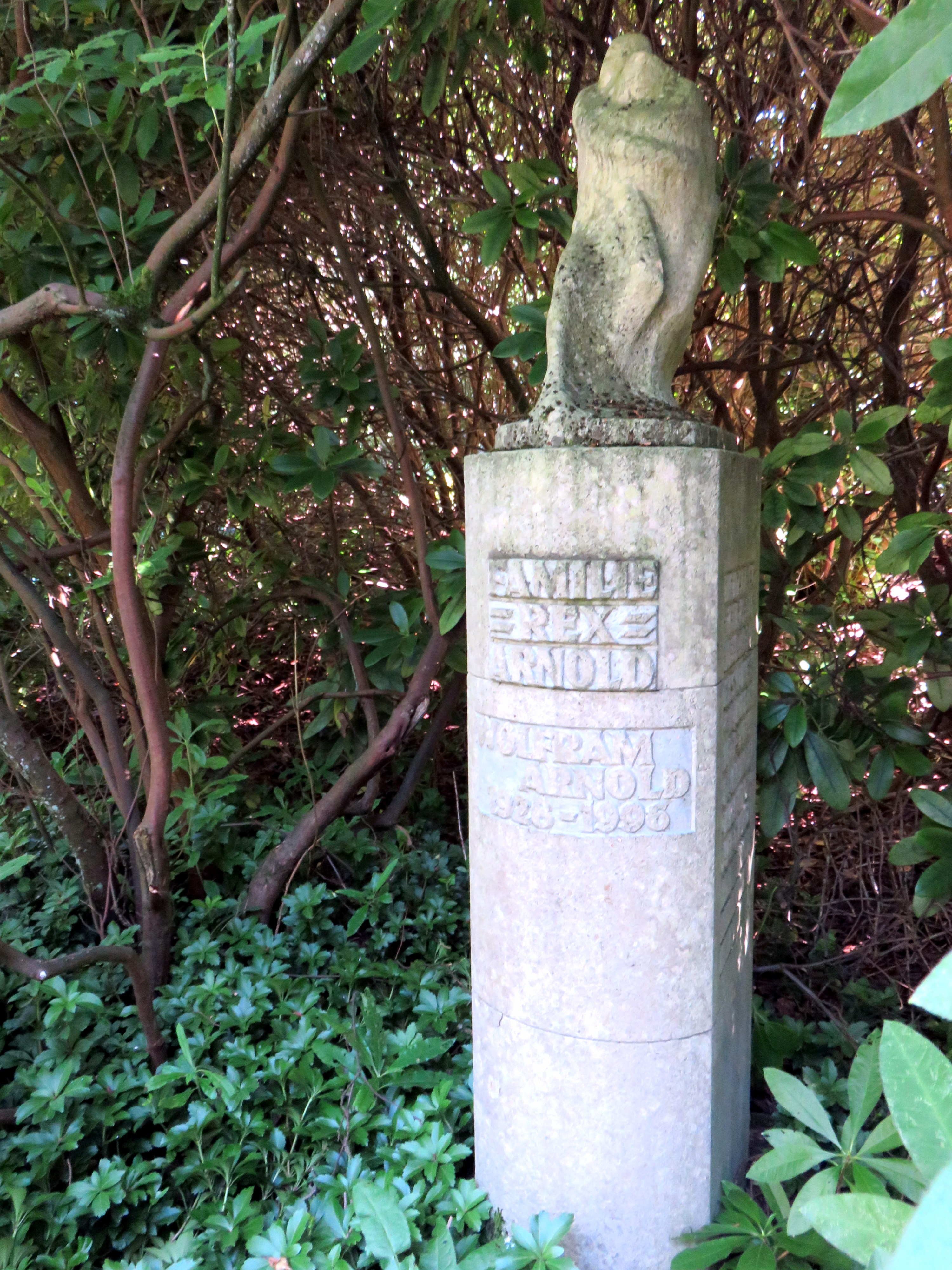
Grób rodzinny, na inskrypcji osoba Arnold Rex, 1928, cmentarz Ohlsdorf
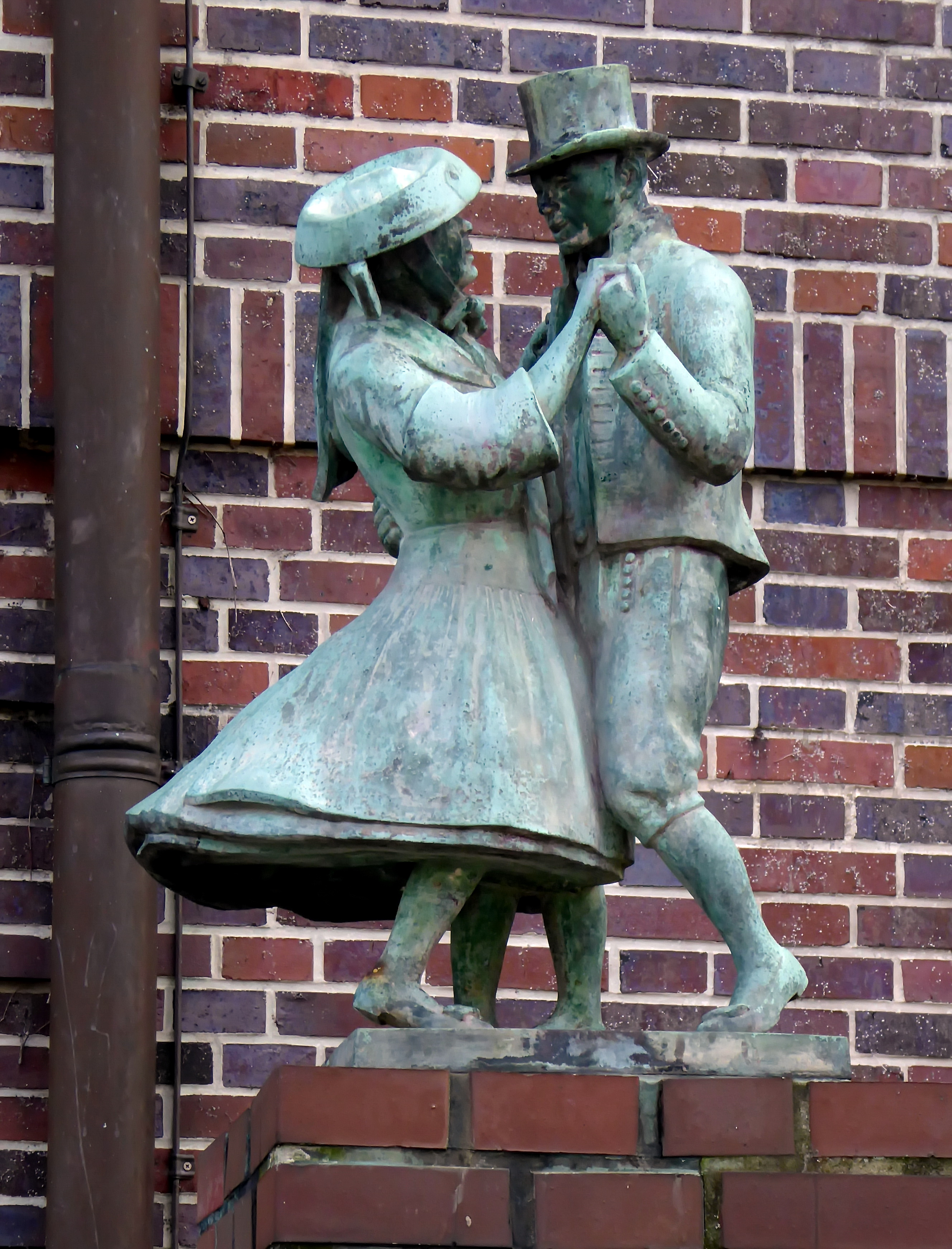
Tańcząca para, Hamburg-Bergedorf